# Пинхуа (Гуйнань)
Пинхуа (кит. 平话，пиньинь Pínghuà) — группа китайских языков или диалектов, распространённых преимущественно в пригородных зонах, посёлках и сельских районах вдоль транспортных магистралей (железных дорог, рек и др.) в Гуанси. Ареал диалектов пинхуа (ср. /Ян Хуандянь, 1985/). Ограничен Гуанси — Чжуанским AP. Диалекты пинхуа являются здесь четвертыми по числу носителей после Юэ, юго-западных диалектов гуаньхуа и хакка. Юэ и Пинхуа испытали сильное влияние тай-кадайских языков. На пинхуа говорят около 2 млн. человек. Различия внутри диалектов пинхуа настолько велики, что представители этой группы иногда с трудом общаются друг с другом. 

## История
Пинхуа, вероятно, возник из древнего китайского диалекта, который переняли народы Гуанси, сохранив при этом черты своих родных языков. Когда небольшие группы ханьских мигрантов прибывали в регионы, преимущественно заселенные автохтонным населением (например, в Гуанси), происходил процесс культурной ассимиляции коренного населения ханьцами. Данный феномен иллюстрирует ключевую концепцию лингвистики — языковой сдвиг (language shift), при котором члены сообщества, где сосуществуют несколько языков, отказываются от своего исконного языка в пользу другого (Tsitsipis, 2004). В случае пинхуа языковой сдвиг, вероятно, носил характер "доминирования элиты" ("elite dominated", Renfrew, 1991), когда язык немногочисленной группы перенимался более многочисленным местным населением, либо вследствие насильственного навязывания, либо в силу социальной престижности языка завоевателей.

## Фонология
Одной из заметных некитайских исторических тоновых особенностей в юэских (кантонских) и многих южных пинхуа диалектах является входящий тон (入声 - тон для слогов, оканчивающихся на шумные согласные) в зависимости от долготы гласного. Это характерная черта тай-кадайских языков.
В различных районах Гуанси — от Наньнина до Юйлиня — наблюдаются некоторые отличия от восточных вариантов диалектов юэ (кантонских). Главная особенность заключается в сохранении фонемы [aŋ/k] в 江韵, в то время как 梗二 переходит в [eŋ/k].

#### Фонологические особенности южных диалектов пинхуа (распространённые, но не универсальные)[4]
1) Фонемное противопоставление
Контраст между /ʃ/~/s/ и /ɬ/~/θ/.
2) Медиальные глайды
Ограниченное количество; обычно только /w/, встречающийся только после /k/, /kʰ/ или нулевого инициали (как в кантонском).
3) Неогубленный высокий задний гласный
Наличие фонемы /ɯ/.
4) Отсутствие огубленных передних гласных
Нет гласных типа /y/ или /ø/.
5) Отсутствие слоговых носовых
Для сравнения:
Кантонский: /ŋ¹³/ 五 «пять»
Наньнин Шанъяо上堯 : /ŋɔ¹³/ 五 «пять» 

## Классификация
Чжан Цзюньжу (1982) первой утверждала, что пинхуа не относится к юэским (粵) диалектам, сравнив фонологии сино-чжуанских заимствований, пинхуа и наньнинского кантонского. Статус пинхуа как самостоятельной подгруппы китайских диалектов стал широко обсуждаться после публикации Языкового атласа Китая (Würm & Ли Жун и др., 1987), где пинхуа был выделен отдельно от юэ.
Пинхуа делится на две основные разновидности:
Северный Пинхуа или Guìběi 桂北平话 (относится к северной части Гуанси)
Основные ареалы распространения: от Гуйлиня через Луншэн, Юнфу, Яншо, Пинлэ до Фучуаня, Чжуншаня и Хэчжоу.
Существует  исследование, которое пришло к выводу, что носители северного Пинхуа генетически являются преимущественно юго-восточными азиатами как по отцовской, так и по материнской линии
Южный Пинхуа или Guìnán 桂南平话 (относится к южной части Гуанси)
Основные ареалы распространения: от Наньнина расходятся три водных маршрута.
Правый приток Юцзян — через Пинго до Байсэ (и далее до уезда Фунин в Юньнани);
Левый приток Цзоцзян — до Лунчжоу;
Приток Юнцзян — через Хэнсянь до Гуйгана.